# BV-4024
La BV-4024 és una carretera del Berguedà, gestionada per la Diputació de Barcelona. La B correspon a la demarcació de Barcelona, i la V a l'antiga xarxa de carreteres veïnals.
D'acord amb el Catàleg General de Carreteres de la Xarxa de Vies Locals de la Província de Barcelona és la "carretera d'accés al Coll de Pal". El seu nom complet és Carretera Veïnal de Bagà al Coll de Pendís i al Coll del Pal. trams 1 i 3.
Travessa els termes municipals de Bagà i Guardiola de Berguedà, a la comarca catalana del Berguedà.

## Construcció
Aquesta carretera va ser prevista l'any 1970 coincidint amb la inauguració del mirador dels Orris, per Josep Maria de Muller i d'Abadal, President de la Diputació de Barcelona.
La carretera es va preveure en 3 trams:
- Tram 1. Des de Bagà fins a les proximitats de Gréixer, amb una longitud de 6700 metres. Per executar en primera etapa.
- Tram 2. Branc al Coll de Pendís. Per executar en segona etapa.
- Tram 3. Branc a Coll de Pal. Per executar en primera etapa.

La seva construcció a càrrec de la Diputació de Barcelona, es va iniciar l'any 1972. Durant la construcció va tenir diferents entrebancs, com l'esclafament de maquinària per un accident a la "Devesa de Paller" o "El Faralló", fet que va provocar l'aturada de les obres a l'estiu de 1974.
La finalització de la primera etapa de la construcció dels trams 1 i 3 va ser l'any 1975. No es va continuar amb la segona etapa, restant per fer el tram 2.
No consta que la carretera fos mai inaugurada públicament, tot i que es preveia fer-ho per a l'any 1975.

## Viabilitat hivernal
La viabilitat hivernal de la carretera BV-4024 queda condicionada en el seu darrer tram al punt quilomètric 16,400 i 21,038, i entre les cotes 1900 msnm i 2100 msnm aproximadament; per:
- la generació de congestes de neu en la calçada impedint l'ús d'aquesta per vehicles convencionals. Hi ha col·locades diferents barreres de vent a diferents trams i al mateix coll.
- per altra banda, les allaus de neu que poden travessar i/o aturar-se en la carretera amb els perills que això comporta. Hi ha una barrera de pas a la carretera a l'altura del Xalet de Coll de Pal, per tancar la via en cas de risc, així com un panell informatiu a l'inici de la via a Bagà.

Les aportacions de sal de desglaç per a viabilitat hivernal malmeten el ferm, i l'any 2010 ha calgut fer treballs de reasfaltatge entre el quilòmetre 11, a l'alçada aproximadament de la Devesa, fins al final de la via.

## Despreniments rocosos
Al llarg del traçat viari hi ha diferents punts amb problemàtiques de despreniments rocosos, el cas més greu es dona entre els punts quilomètrics 11+200 i 11+820, al paratge conegut com "el faralló" on presenta importants riscos de despreniments rocosos de dimensions considerables (cal tenir en compte que els treball de construcció de la carrereta van patir una aturada, per caiguda de roques, una de les quals va esclafar maquinària).
Ha estat motiu d'actuacions amb instal·lació de xarxes i materials de suport, i d'estudi.
Les afectacions provocades per la carretera va ser motiu de crítica per diferents geòlegs: "La carretera de Coll de Pal amb quina finalitat la van construir i quina necessitat hi havia de fer aquell desastre ecològic (recordem els grans devessalls de runa que van llençar bosc avall i que és una carretera que no duu enlloc, i si ara hi ha una petita estació d'esquí i alguna altra cosa és gràcies a la carretera i no a l'inrevés). Si haguéssim de definir-nos per la pitjor carretera de la comarca, no tindríem pegues a atorgar-li el títol de pitjor a la de Baga a Coll de Pal".

## Trànsit
La carretera BV-4024 té una intensitat mitjana diària de 77 cotxes de dilluns a divendres, xifra que els dissabtes arriba als 229 i els diumenges als 273. El cost de manteniment és de 339.000 euros anuals per manteniment de la viabilitat hivernal.

## Activitats esportives
Aquesta carretera dona servei a les següents activitats esportives:

### Atletisme
Des de 1985, anualment es fa la Pujada de Bagà a Coll de Pal, seguint el traçat de la carretera, des de l'inici i fins al coll, en un en un recorregut total d'uns 20 quilòmetres. Veure l'apartat corresponent a l'article de Coll de Pal.

### Patinatge
Des de 2015, anualment es fa el Freeride Descens del Pal, inicialment una activitat amb skate longboard seguint el traçat de la carretera en 3,6 quilòmetres (al 2015 en 3,4 quilòmetres), entre els punts quilomètrics 16 i 12. Activitat coorganitzada per la Federació Catalana de Patinatge.
Des de 2018 es denomina Pal's Peak i és una prova puntuable pel Campionat d'Espanya i per la Copa Catalana de descens en longboard que ja ho era des dels inicis de la Copa a l'any 2016. Actualment també hi participen patinadors en línia.